# 오토나시 메루
오토나시 메루(音無芽留, おとなし める)는 일본의 만화 및 애니메이션 안녕, 절망선생의 등장 인물이다.
이름은 말하지 않기 때문에 "소리가 없다"라는 뜻의 "音が無し"와 "메일"이라는 뜻의 "める"에서 따온것으로 추측된다.

## 외관
- 학생이라 평소때는 교복을 입고다닌다. 사복은 주로 한벌옷을 입을때가 많다.
- 헤어스타일은 옆으로 묶은 트윈테일이다.
- 키는 작중 등장인물중에서도 매우 작은 편이다.
- 유아체형
  - 본인은 아주 싫어한다.
- 겉모습은 착하고 부끄럼을 많이 타게 생겼다.

## 성격
- 사나운 성격이며, 심한 독설가이다.
- 트라우마때문에 타인과의 의사소통이 힘들어, 타인은 물론 가족과도 메일로 대화한다.
- 휴대전화에 매우 집착한다.
  - 기말고사때 휴대폰으로 답변하려했으나 인정되지 않아 꼴찌.
  - 지하철보다 휴대전화 감도가 안정적인 버스를 고집한다.
  - 안테나가 2개서는 집에 이사가서 절망했다.
  - 휴대전화 없이는 방안에서 몇분도 못견딘다.
  - 휴대전화를 사용하지 못하면 폭주한다.

## 특징
일본 도쿄 코이시카와 구에 소재한 고등학교의 2학년 헤(4)반에 재학 중이다. 출석번호는 17번. 메루메루라는, 쿠메타 코지 전용 의성어의 소유자이다. 부끄럼을 많이타나 실제로는 난폭한 성격의 소유자이다. 남자 말투를 사용한다. 몸집이 고등학생 치곤 작아 본인은 걱정하고 있는 듯 하다.

### 가정
주소는 위에 언급한 코이시카와 구로 되어 있으며, 아버지와 어머니가 있다.
- 아버지는 통칭 메루의 아빠(めるパパ)로 불린다. 메루를 "메루메루"라고 부르며, 매우 사랑하고 아낀다. 그러나 사랑의 정도가 지나쳐 메루 본인은 아버지를 싫어한다. 오토나시 재단과 오토나시 레코드의 소유자로, 상당한 부자인 것으로 추정된다.

### 트라우마
어린시절에 많은 트라우마가 있었다.
- 다이도지 신스케의 음성편에서 어린시절 초등학교의 친구들로부터 목소리를 놀림 받아, 충격으로 말을하지 않게 되었다.
- 어린시절 후우라 카후카로 추정되는 친구로부터 글씨체가 이상하다는 지적을 받아, 글도 쓰지 않게 되었다.
- 옛날에, 30인 31각 경기를 하다 후우라 카후카가 다리를 걸어 넘어진 기억이 있다.

## 특기
메일을 아주 빠른 속도로 보내며 독설 메일에 능하다. 하지만 본인은 비난에 약한 것 같다. 또한 휴대전화의 배터리가 다 될 것을 대비해 옷안에 수많은 배터리를 숨기고 있다.

## 그 외
- 누르면 귀여운 소리가 난다.
- 메루메루의 팬클럽이 있다.
- 휴대전화 모델은 eu(au)
- 트라우마 때문에 소리내어 말하지 않는 캐릭터란 설정이기 때문에, 따로 성우가 정해지지 않고 다른 성우들이 매화 교대로 비명소리 등을 녹음했다.
- 289화에서 최초로 고맙다고 작게 말했다